# 黑紫蛤
黑紫蛤（学名：Sanguinolaria atrata），是帘蛤目紫云蛤科西施舌属的一种。主要分布于中国大陆、台湾，常栖息在潮间带。